# Bahía de Chamela
La bahía de Chamela (o  bahía de Pérula) es una pequeña bahía en el estado de Jalisco México. La misma se encuentra ubicada sobre la costa del Océano Pacífico, cerca de la desembocadura del río San Nicolás.
La bahía abarca unos 28 km, uno de sus extremos es la punta de Chamela y el otro es la punta Rivas. En proximidades de la bahía se encuentras las  islas de Pasavera, Cocina, Novillo, San Pedro, Colorado, Negrita, San Agustín y San Andrés.